# 85466 Krastins
85466 Krastins este un asteroid din centura principală de asteroizi.

## Descriere
85466 Krastins este un asteroid din centura principală de asteroizi. A fost descoperit pe 3 mai 1997 la Observatorul La Silla de Eric Walter Elst. Asteroidul prezintă o orbită caracterizată de o semiaxă mare de 2,73 ua, o excentricitate de 0,07 și o înclinație de 4,4° în raport cu ecliptica.